# Viktoria Orsi Toth
Viktoria Orsi Toth (Boedapest, 14 augustus 1990) is een Italiaans volleyballer en beachvolleyballer van Hongaarse afkomst. In die laatste discipline nam ze eenmaal deel aan de Olympische Spelen.

## Carrière

### Zaal
Orsi Toth begon in 2005 in de zaal bij de jeugd van Santeramo Sport en speelde in het seizoen 2006/07 voor de junioren van Club Italia. Vervolgens was ze twee seizoenen actief in de Serie A1: in 2007/08 voor Jogging Altamura en het seizoen daarop voor Santeramo. Daarnaast won ze met de nationale ploeg onder 20 het EK in die leeftijdsklasse. Van 2009 tot en met 2011 speelde ze in de Serie B1 voor achtereenvolgens Aspav Valenzano en Asti Volley.

### Beach

#### 2010 tot en met 2016
Orsi Toth begon in 2010 met beachvolleybal toen ze met Marta Menegatti de zilveren medaille bij de WK onder 21 in Alanya won. Het jaar daarop deed ze met Giada Benazzi mee aan de wereldkampioenschappen in eigen land. Het duo strandde na drie nederlagen in de groepsfase. Vervolgens vormde ze tot en met 2012 een team met Laura Giombini. Het eerste seizoen werden ze negende bij de EK onder 23 in Porto en namen ze deel aan twee toernooien in de FIVB World Tour. Het jaar daarop waren ze actief op zes toernooien in de mondiale competitie met een zeventiende plaats in Rome als beste resultaat. Na in 2013 twee wedstrijden met Benazzi en Greta Cicolari gespeeld te hebben, partnerde Orsi Toth vanaf juli opnieuw met Menegatti. Bij vijf toernooien in de World Tour kwam het tweetal tot twee vierde plaatsen (Moskou en São Paulo). Het jaar daarop namen ze deel aan twaalf mondiale toernooien. Ze behaalden daarbij een tweede plaats in São Paulo, een vierde plaats in Klagenfurt en een vijfde plaats in Fuzhou. Bij de EK in eigen land werden ze in de kwartfinale uitgeschakeld door de latere kampioenen Madelein Meppelink en Marleen van Iersel.
In 2015 was het duo actief op elf reguliere toernooien in de World Tour, waarbij ze tot een overwinning (Sotsji), een tweede plaats (Antalya), twee derde plaatsen (Moskou en Puerto Vallarta) en twee vijfde plaatsen (Poreč en Saint Petersburg) kwamen. Bij de WK in Nederland verloren ze in de achtste finale van de Amerikaansen Lauren Fendrick en Brooke Sweat. Het daaropvolgende seizoen namen Orsi Toth en Menegatti in aanloop naar de Spelen deel aan tien toernooien in het internationale beachvolleybalcircuit waarbij ze op een uitzondering na enkel toptienklasseringen behaalden. In Sotsji werden ze vierde en in Maceió, Rio de Janeiro, Poreč en Gstaad vijfde. Bij de EK in Biel/Bienne ging het duo als groepswinnaar door naar de achtste finale waar het werd uitgeschakeld door Katrin Holtwick en Ilka Semmler. Vlak voor de Spelen testte Orsi Toth bij een dopingcontrole positief op het verboden middel clostebol waardoor ze geschorst werd en de Spelen aan zich voorbij moest laten gaan.

#### 2018 tot en met 2022
Orsi Toth keerde twee jaar later – halverwege 2018 – terug aan de zijde van Menegatti. Het tweetal nam dat jaar nog deel aan zeven internationale toernooien en behaalde daarbij onder meer een overwinning in Agadir, een tweede plaats in Qinzhou en vijfde plaatsen in Moskou en Las Vegas. Het daaropvolgende seizoen bereikten Orsi Toth en Menegatti de kwartfinale van zowel de WK in Hamburg als de EK in Moskou. In Hamburg verloren ze van de latere kampioenen Sarah Pavan en Melissa Humana-Paredes en in Moskou van het Spaanse duo Liliana Fernández en Elsa Baquerizo. In de mondiale competitie deden ze verder mee aan zeven reguliere toernooien – een vijfde plaats in Moskou als beste resultaat – en de Finals in Rome waar ze als negende eindigden. In het najaar werden ze vijfde bij het olympisch kwalificatietoernooi in Haiyang en namen ze deel aan het toernooi van Chetumal. In 2020 strandden Orsi Toth en Menegatti in Jurmala tegen de Russinnen Nadezjda Makrogoezova en Svetlana Cholomina opnieuw in de kwartfinale van de EK.
Het jaar daarop kwamen ze bij vier wedstrijden in de World Tour niet verder dan een negende plaats in Sotsji. Bij de Olympische Spelen in Tokio bleef het duo na drie nederlagen steken in de groepsfase en bij de EK in Wenen was de tussenronde tegen Katja Stam en Raïsa Schoon uit Nederland het eindstation. Het seizoen daarop vormde Orsi Toth een team met haar jongere zus Reka. In de Beach Pro Tour – de opvolger van de World Tour – kwamen ze tot twee derde plaatsen bij de Future-toernooien van Madrid en Cervia. Bij de WK in eigen land won het duo de eerste wedstrijd, maar tijdens de tweede wedstrijd blesseerde Orsi Toth haar knie waarna ze het toernooi en de rest van het seizoen moest staken.

## Palmares
Kampioenschappen zaal
- 2008:  EK U20

Kampioenschappen beach
- 2010:  WK U21
- 2015: 9e WK
- 2019: 5e WK

FIVB World Tour
- 2014:  Grand Slam São Paulo
- 2015:  Grand Slam Moskou
- 2015:  Sotsji Open
- 2015:  Puerto Vallarta Open
- 2015:  Antalya Open
- 2018:  2* Agadir
- 2018:  3* Qinzhou